# Lene Tiemroth
Lene Tiemroth, född 16 juli 1943 i Köpenhamn, död 3 november 2016, var en dansk skådespelare. 
Hon examinerades från Det Kongelige Teaters Elevskole 1966 och var därefter kortvarigt på Det Ny Teater innan hon reste till USA. Hon har haft roller på bland annat Gladsaxe Teater, Det Danske Teater och Husets Teater samt synts i TV-serien Mordkommissionen och i en rad filmer. Hon var gift med skådespelaren och teaterregissören Edvin Tiemroth.

## Filmografi

### Filmer
- 1971 – Deadline
- 1987 – Hip hip hurra! – Elsie
- 2000 – Italienska för nybörjare – Karens mor
- 2003 – Mannen bakom dörren – domare
- 2006 – Konsten att gråta i kör – psykiater

### TV-serier
- 1979 – En by i provinsen – Agnete Gormsen (1 avsnitt)
- 1988 – Alla älskar Debbie – kund i parfymavdelningen (1 avsnitt)
- 2002 – Mordkommissionen – Mikkel (1 avsnitt)

## Utmärkelser
- 2001 – Bodilpriset – Bästa kvinnliga biroll, Italienska för nybörjare

### Webbkällor
- Lene Tiemroth på Internet Movie Database (engelska)
- Lene Tiemroth på Svensk Filmdatabas